# Porslinskrabbor
Porslinskrabbor (Porcellanidae) är en familj av kräftdjur. Till utseendet liknar porslinskrabbor på många sätt de äkta krabborna, bland annat har de en liknande platt och rundad kropp, men trots dessa yttre likheter är porslinskrabbor inte närmare besläktade med krabbor, utan närmast med trollhumrar (familjen Galatheidae). 
De flesta arter av porslinskrabbor är mätt över ryggskölden oftast inte mer än 1–2 centimeter stora. Många arter har framträdande färger och mönster. Utbredningen för gruppen omfattar alla världens hav, utom de kalla vattnen runt Arktis och Antarktis. Deras föda består av plankton och andra små organiska partiklar. 
Porslinskrabbor lever bland av anemoner,  koraller och svampdjur och söker skydd bland anemoner eller gömmer sig i trånga skrymslen, såsom klippskrevor, för att undgå predatorer. Om en porslinskrabba trots allt angrips av en predator har de förmågan att släppa en extremitet för att komma undan. Den förlorade extremiteten växer sedan ut igen.

## Släkten
- Aliaporcellana Nakasone & Miyake, 1969
- Capilliporcellana Haig, 1981
- Clastotoechus Haig, 1960
- Euceramus Stimpson, 1858
- Enosteoides Johnson, 1970
- Eulenaios Ng & Nakasone, 1993
- Lissoporcellana Haig, 1978
- Megalobrachuium Stimpson, 1858
- Minyocerus Stimpson, 1858
- Neopetrolisthes Miyake, 1937
- Neopisoma Haig, 1960
- Pachycheles Ward, 1942
- Parapetrolisthes Haig, 1962
- Petrolisthes Stimpson, 1858
- Pisidia Leach, 1820
- Polyonyx Stimpson, 1858
- Porcellana Lamarck, 1801
- Porcellanella White, 1852
- Pseudoporcellanella Sankarankutty, 1961
- Raphidopus Stimpson, 1858
- Ulloaia Glassell, 1938